# Turnerkreuz

Frisch, fromm, fröhlich, frei! Turnerkreuz frei nach Friedrich Ludwig Jahn

Das Turnerkreuz ist eine graphisch gestaltete Bildmarke bzw. ein Logo sowie ein heraldisches Gammadium, das im Jahr 1844 von dem Kupferstecher und Drucker Johann Heinrich Felsing (1800–1875) aus Darmstadt, Hessen, in den hessischen Landesfarben rot-weiß (rotes Logo auf weißem Grund) entwickelt wurde. Das aktuelle Logo gemäß Deutschem Turner-Bund ist heute immer quadratisch und formt ein achsengleiches griechisches Kreuz. Es besteht aus vier Exemplaren des horizontal und vertikal gespiegelten Buchstabens F in Versalien, die den Turner-Wahlspruch Frisch, fromm, fröhlich, frei aufgreifen.

## Geschichte
Die Anordnung der vier F wurde von Felsing nicht erfunden. Vielmehr übernahm er sie wohl von einem Zweigröscher, einer preußischen Zweigroschen-Münze des Jahres 1693, der Regierungszeit des letzten Kurfürsten von Brandenburg-Preußen, Friedrich III., der ab dem Jahr 1701 als Friedrich I. König von Preußen war.
Das von Felsing als allgemeines Turnerzeichen vorgeschlagene Turnerkreuz wurde noch im Jahr 1846 auf dem Turntag in Heilbronn abgelehnt. Turner jüdischen Glaubens sahen sich durch das im Turnerkreuz gleichfalls manifestierte christliche Kreuz nicht repräsentiert und haben später ein eigenes Logo auf der Basis des Davidsterns entwickelt (Makkabi). Das Turnerkreuz entwickelte sich aber dennoch zum Symbol der deutschen Turnbewegung und der politischen Überzeugung der Turner, ihrem Streben nach Einheit, Freiheit und nationaler Unabhängigkeit, obwohl nie eine entsprechende Beschlussfassung über die Verwendung des Turnerkreuzes vorlag. Bereits 1853 wurde ein Wappen mit dem Turnerkreuz auf der Festkarte des Turnfestes in Hannover abgebildet, Turnvereine übernahmen es in ihre Wappen.
Die nach der Deutschen Revolution 1848/1849 in die Vereinigten Staaten geflüchteten Burschenschafter und Turner nahmen das Turnerkreuz mit und gründeten sofort eigene Turnvereine. Der Begriff fromm entfiel dort jedoch nach einigen Jahren, weil er immer wieder religiös-kirchlich interpretiert worden ist, die politische Ausrichtung dieser Turner jedoch sozialistisch war. Ab 1880 änderte sich der Turner-Wahlspruch in der Neuen Welt, so dass das Turnerkreuz dort keinen Bestand hatte.
Die in Deutschland bis zum Dritten Reich parallel existierenden Dachverbände des Turnens, die bürgerlich-nationalistische Deutsche Turnerschaft (DT) und der sozialistische Arbeiter-Turn- und Sportbund (1919 bis 1933), vorher Arbeiter-Turnerbund (ATB), benutzten unterschiedliche Varianten des Turnerkreuzes. Während das klassische Turnerkreuz mit den vier F von der Deutschen Turnerschaft und ihren Untergliederungen bis auf Vereinsebene geführt wurde (siehe Abbildung links), löste sich der Arbeiter-Turn- und Sportbund (ATSB) teilweise davon, da dieser einen eigenen Wahlspruch hatte („Frisch, frei, stark, treu“). Sein Logo nutzte lediglich die beiden oberen auf dem Kopf stehenden gespiegelten zwei F und ließ diese auf einem entsprechend verbreiterten T ruhen. Durch diese drei Versalien schlang sich ein S. Die kommunistische Kampfgemeinschaft für Rote Sporteinheit (Rotsport), die sich in der Endphase der Weimarer Republik vom ATSB abgespalten hatte, nutzte das Turnerkreuz nicht, stattdessen eine stilisierte Weltkugel mit Längen- und Breitengraden, vor der ein männlicher Leichtathlet gerade ein rotes Zielband durchläuft.
1933 entstand im Vorfeld der Olympischen Sommerspiele von Berlin (1936) eine Diskussion darüber, ob das Turnerkreuz oder die olympischen Ringe für die Olympiade in Berlin Verwendung finden sollten. Der Entscheid fiel zugunsten der fünf Ringe.
Nach Einführung des Reichsflaggengesetzes vom 15. September 1935 (RGBl. I S. 1145) übernahmen alle deutschen Turnvereine das von den Nationalsozialisten gebrauchte Hakenkreuz als einziges Symbol, nach dem so genannten Anschluss 1938 auch die österreichischen.
Nach dem Zweiten Weltkrieg fand man auf Vereinsebene sehr rasch wieder zum Turnerkreuz zurück, zumal die historischen Vereinswappen und -fahnen dieses zumeist beinhalteten. Demgegenüber benötigten die Verbände dazu längere Zeit. Beim Deutschen Turnfest in München 1958 fand es in der offiziellen Festzeitung noch keinerlei Verwendung, eine aus diesem Anlass herausgegebene Briefmarke der Deutschen Bundespost griff es hingegen wieder auf.

## Symbolik

Turnerkreuz im Eichenlaubkranz aus goldfarbenem Metall, nahe Frankenstein-Bergturnfest in Hessen

Das Turnerkreuz stellt in der Tat einen Bezug zum Christentum her, aber ebenso zur preußischen Militärsymbolik. Das Turnerkreuz ist visuell sehr oft stark an das 1813 vom preußischen König gestiftete Eiserne Kreuz bzw. das noch ältere Balkenkreuz oder Tatzenkreuz des Deutschen Ordens sowie der preußischen und deutschen Streitkräfte angelehnt und erinnert demzufolge daran.
Beim Turnen gibt es Bezüge zu Burschenschaften und zur Revolution 1848/1849. Kombinationen des Turnerkreuzes mit Fackel und Schwert symbolisieren Aufklärung (Licht/Wahrheit) und Kampf, mit einer Eule das Sinnbild der Weisheit und Wachsamkeit, mit einer Lyra das Zeichen für Musik und Kunst, mit Eichenlaub Kraft, Männlichkeit, Standhaftigkeit bzw. Beharrlichkeit und Sieg – durchaus im militärischen Sinn. Auch die Kombination mit einem Lorbeerkranz oder -zweig ist häufig. Der Lorbeerkranz steht für Erfolg, Ruhm, Sieg, Vollkommenheit und Weihe, sowohl im sportlichen als auch patriotisch-militärischen Sinn. Im 19., aber auch noch bis in die erste Hälfte des 20. Jahrhunderts finden sich solche Kombinationen auf Vereinsfahnen und -wappen vielfach. Ein Beispiel dafür zeigt die in der Bildergalerie weiter unten dargestellte Briefmarke von 1958: Eichenlaub mit Turnerkreuz.

„Den Spruch in seinen vier Anfangsbuchstaben habe ich zusammengestellt in 4 F. Ich habe sie zum Zeichen vereint, … sie bilden wie die Turnerschaft – gleiche Kraft, gleiche Form, gleiche Stärke nach allen Seiten, es ist das Viereck überall gleich stark, fest in den vier Ecken stehend, nehmt’s, wie ihr wollt: es ist das F aus dem FF. Vergeßt mir nicht, daß es auch das Christenzeichen ist.“

## Kritik
Der Simplicissimus griff das Turnerkreuz wiederholt in seinen gesellschaftskritischen Karikaturen auf, so 1922, 1923 und 1928. Dabei wurde es in den Kontext des Konservativismus und der deutsch-nationalen Gesinnung gestellt. Eine Karikatur anlässlich des Deutschen Turnfestes 1923 in München, dem der Simplicissimus eine Sonderausgabe widmete, nimmt die Symbolwelt der Turner aufs Korn. Über die bei den Einzelnachweisen angegebenen Links kann ein Abruf der Zeichnungen erfolgen.

## Graphikdesign

Aktuelles offizielles Turnerkreuz des Deutschen Turner-Bundes (DTB), Frankfurt am Main, Deutschland

Offizielles Turnerkreuz des Schweizerischen Turnverbandes (STV), Aarau, Schweiz

Design-Veränderungen des Turnerkreuzes rufen oft heftige Diskussionen hervor, gilt es doch, die Tradition gegen die heute geforderte Frische und Modernität des Sports aufzuwiegen. Eine sehr moderne Interpretation mit stilisierten F nutzt der Schweizerische Turnverband (STV), wobei in der Mitte des Logos gleichzeitig das Schweizerkreuz entstand. Hingegen verzichtet der Österreichische Turnerbund (ÖTB) ganz auf das Turnerkreuz. Viele Turnvereine nutzen es nach wie vor in ihren Vereinswappen, die Turnverbände meist im Kontext ihres Logos. Beispiele hierfür sind die Logos des Deutschen Turner-Bundes oder der Landesturnverbände. Auf Sportbekleidung ist das Turnerkreuz bis heute präsent.
Oft findet es sich auch an Vereinsheimen bzw. Vereinsturnhallen, an städtischen Schulen bzw. Turnhallen oder auf Medaillen/Plaketten, Urkunden, Pokalen, in Vereinszeitungen und auf Internetseiten von Turnvereinen und -verbänden. An der Giebelspitze der Heiligkreuz-Volksschule in Coburg sind die vier F beispielsweise in einem Kranzrelief angebracht. Denkmäler für Friedrich Ludwig Jahn greifen das Motiv ebenfalls auf, natürlich auch sein Grabmal in Freyburg an der Unstrut (siehe Vergrößerung des entsprechenden Fotos in der Bildergalerie).

### Vorbild
Der Deutsche Turner-Bund bietet neben seinem Design-Handbuch eine von professionellen Graphikern geschaffene Logo-Welt für Print und Web an, die deutsche Landesverbände, Turnvereine und Turnabteilungen von Sportvereinen kostenlos nutzen können.

### Variationen
Einige Turnvereine hatten zur Zeit von Felsings Entwurf die vier F bereits in Form eines Hakenkreuzes angeordnet, indem die Buchstaben mit ihren Grundlinien aneinander gestellt wurden, so beispielsweise der Alte Breslauer Turnverein oder der 1850 gegründete Casseler Männer-Turnverein. Diese Variante findet sich auch an einem Gebäude des Eimsbütteler TV und wurde dort vermutlich 1909/1910 angebracht. Diese Variante wurde 1889 in Österreich übernommen, jedoch in der Weise ausgeführt, dass die Querstreben der Buchstaben F in eine Rundung gezwungen wurden, ähnlich dem Signet der okkulten, antisemitischen und völkischen Thule-Gesellschaft, der auch spätere Nationalsozialisten angehörten. Vorausgegangen war die Distanzierung der Deutschen Turnerschaft (DT) von antisemitischem Verhalten des Turngaus Niederösterreich im Jahr 1888, die zur Gründung des Deutschen Turner-Bundes in Österreich führte. Dafür sollte ein Logo gefunden werden, das sich vom bisherigen abhob (Quelle: Friedrich-Ludwig-Jahn-Museum, Freyburg an der Unstrut).

## Bildliche Darstellungen

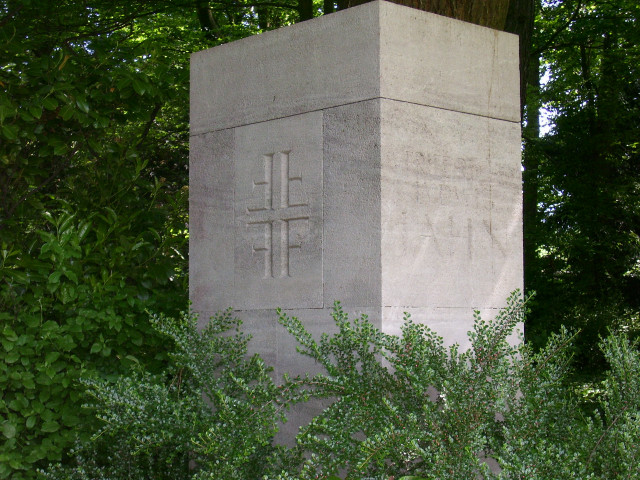
Das Frankfurter Friedrich-Ludwig-Jahn-Denkmal im Lohrpark auf dem Lohrberg, neben der Wettkampffläche des Lohrbergfestes
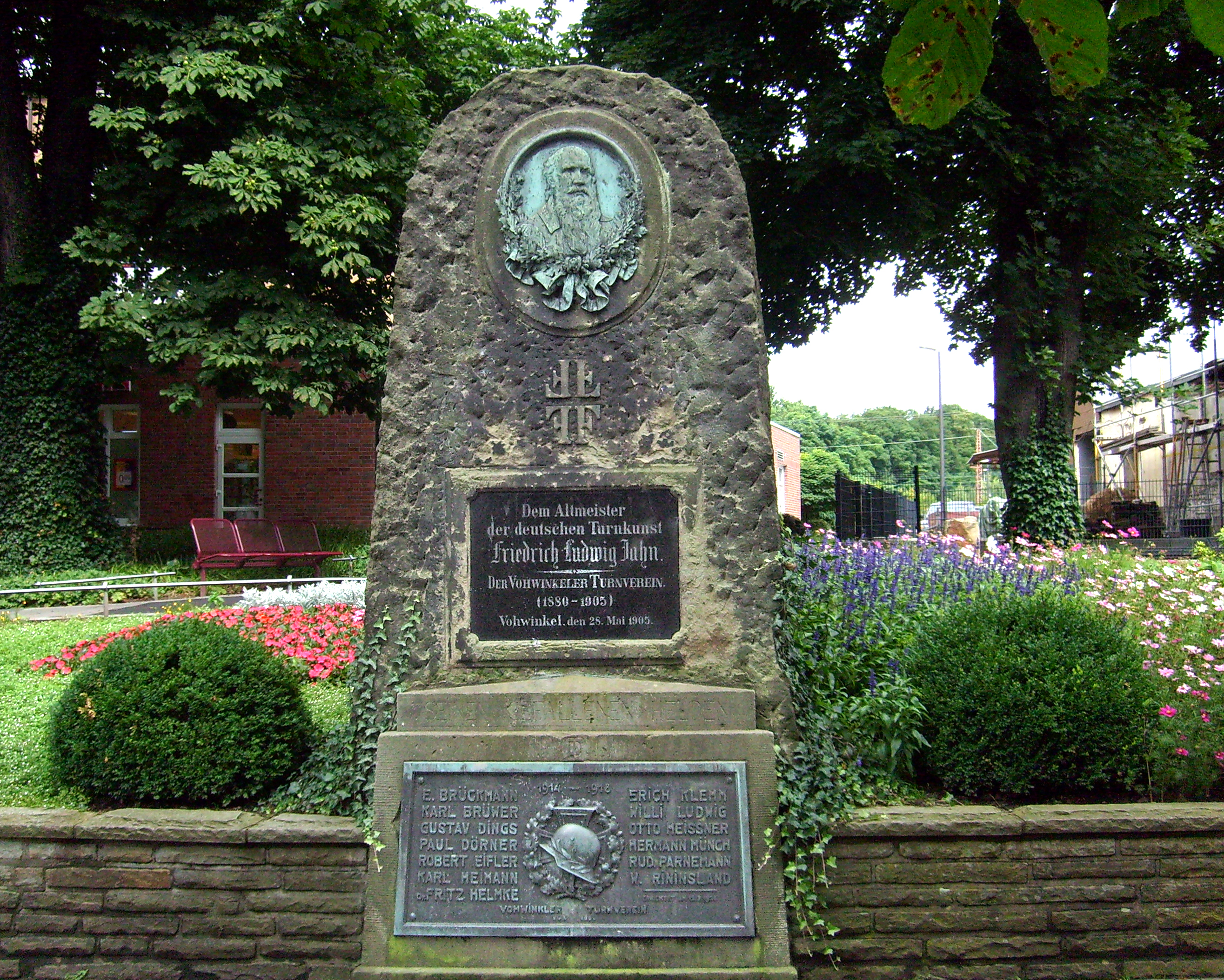
Jahn-Denkmal in Wuppertal-Vohwinkel, gleichzeitig Kriegerdenkmal des Vohwinkeler Turnvereins mit Logo der Deutschen Turnerschaft (DT)
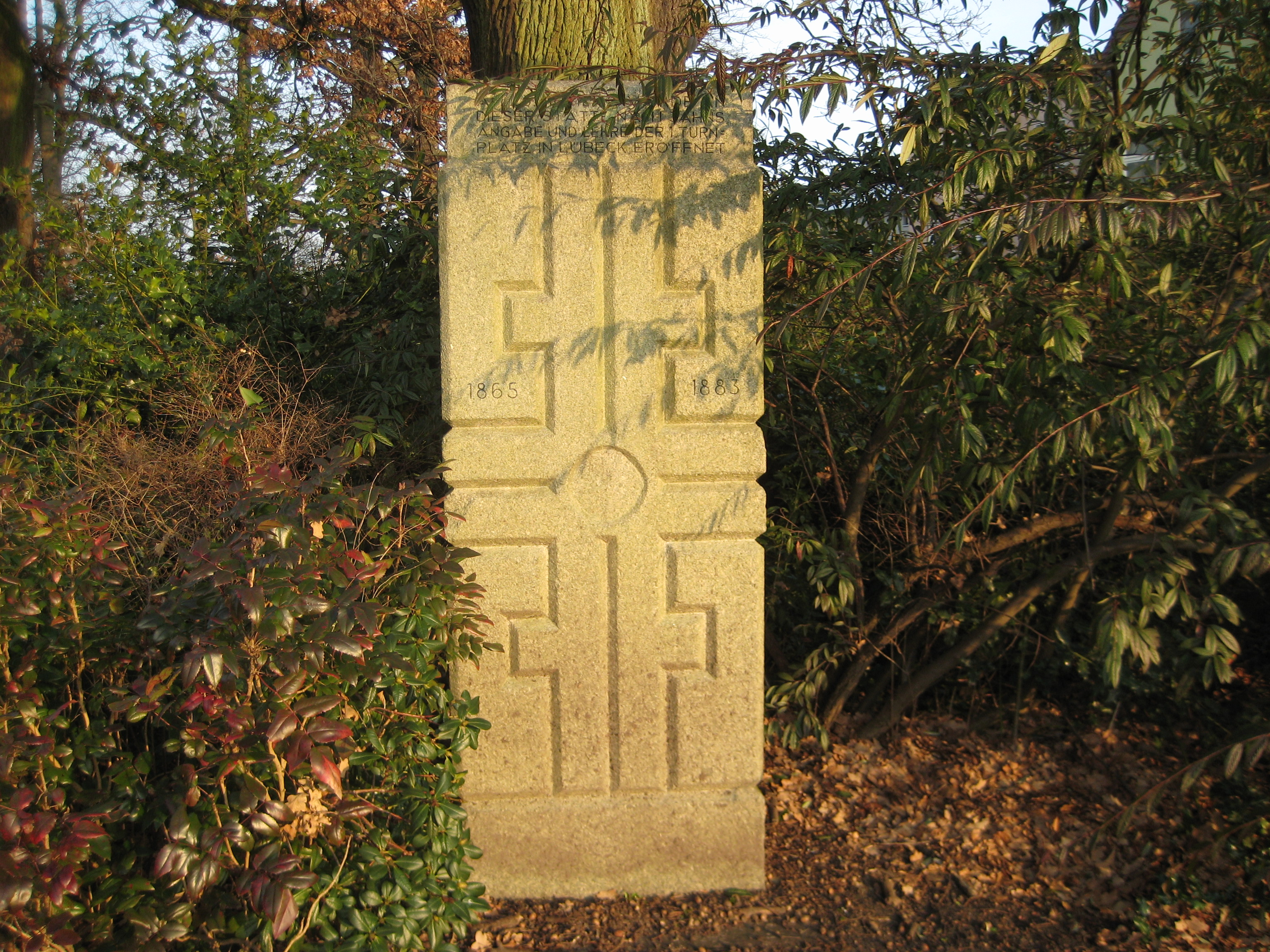
Jahnstein an der Travemünder Allee zur Erinnerung an den ersten Sportplatz in Lübeck
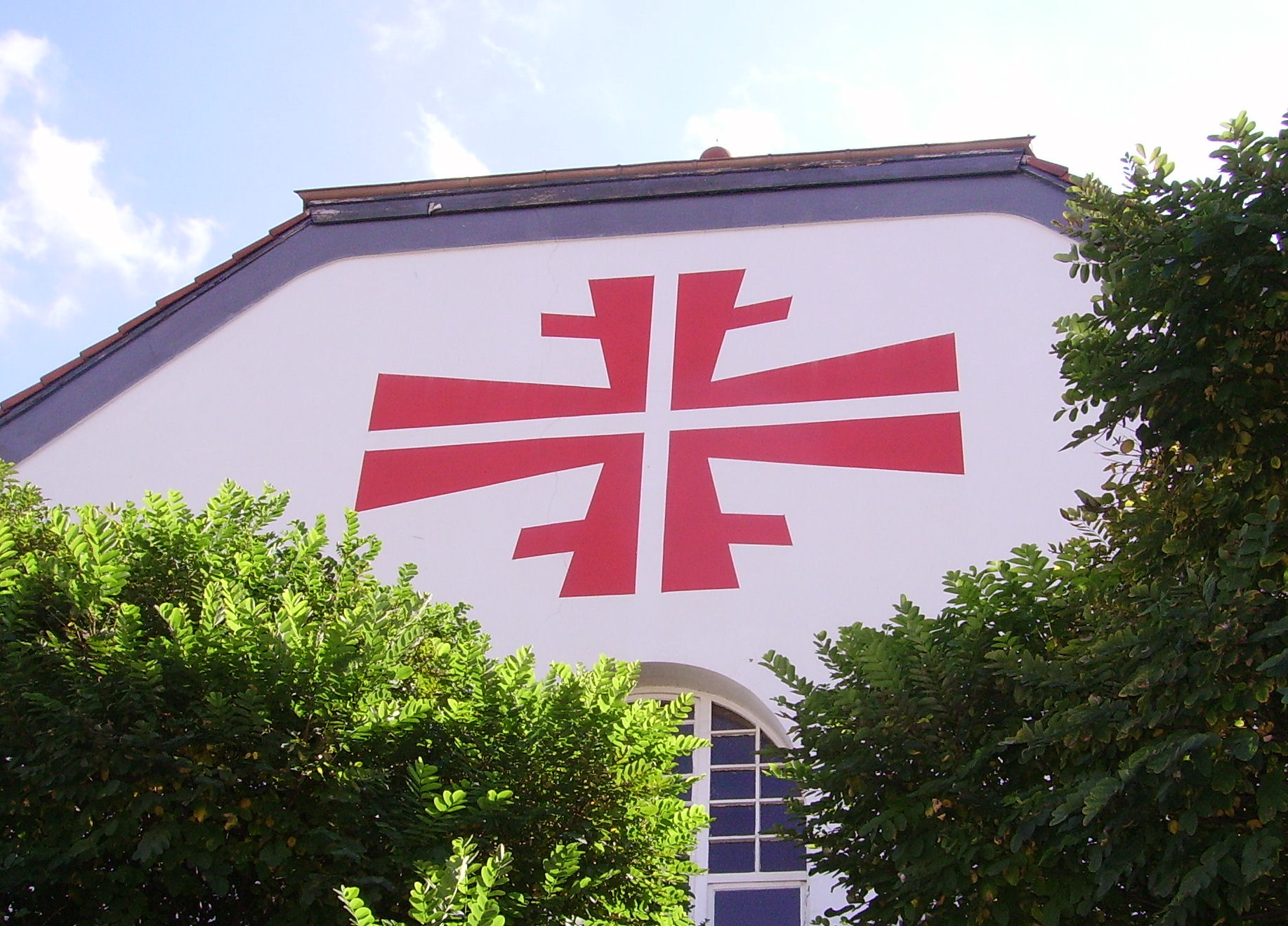
Turnerkreuz am Giebel eines Sportlerheims in Eisenberg, Thüringen
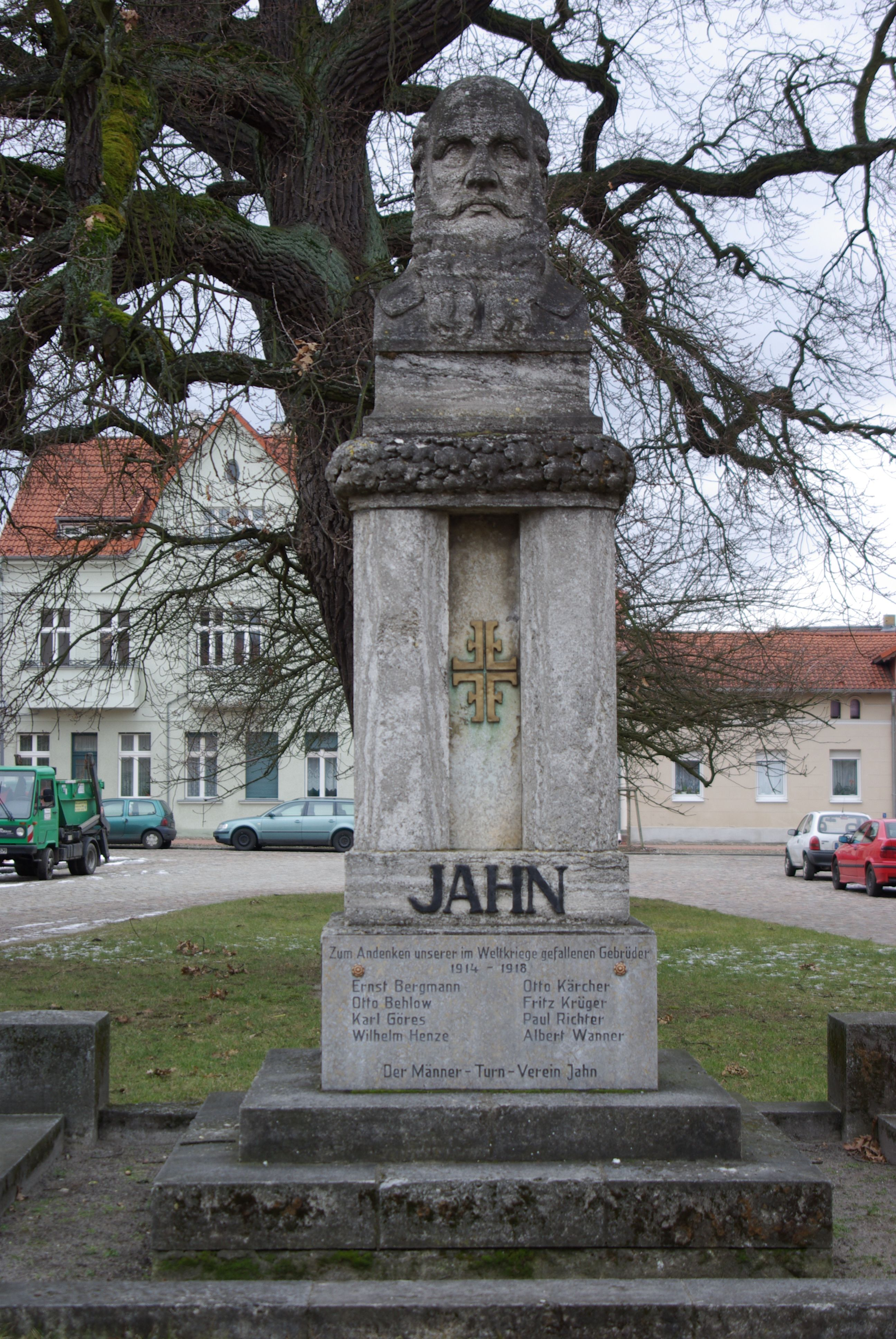
Jahn-Denkmal in Mittenwalde, Brandenburg
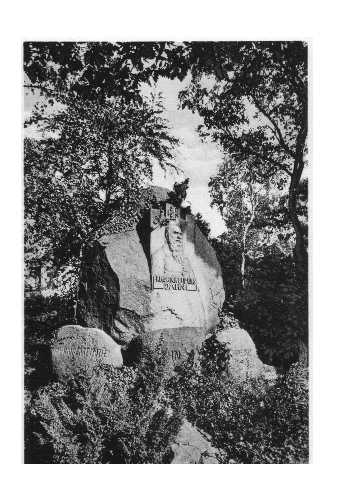
Jahn-Denkmal in Herford, Nordrhein-Westfalen
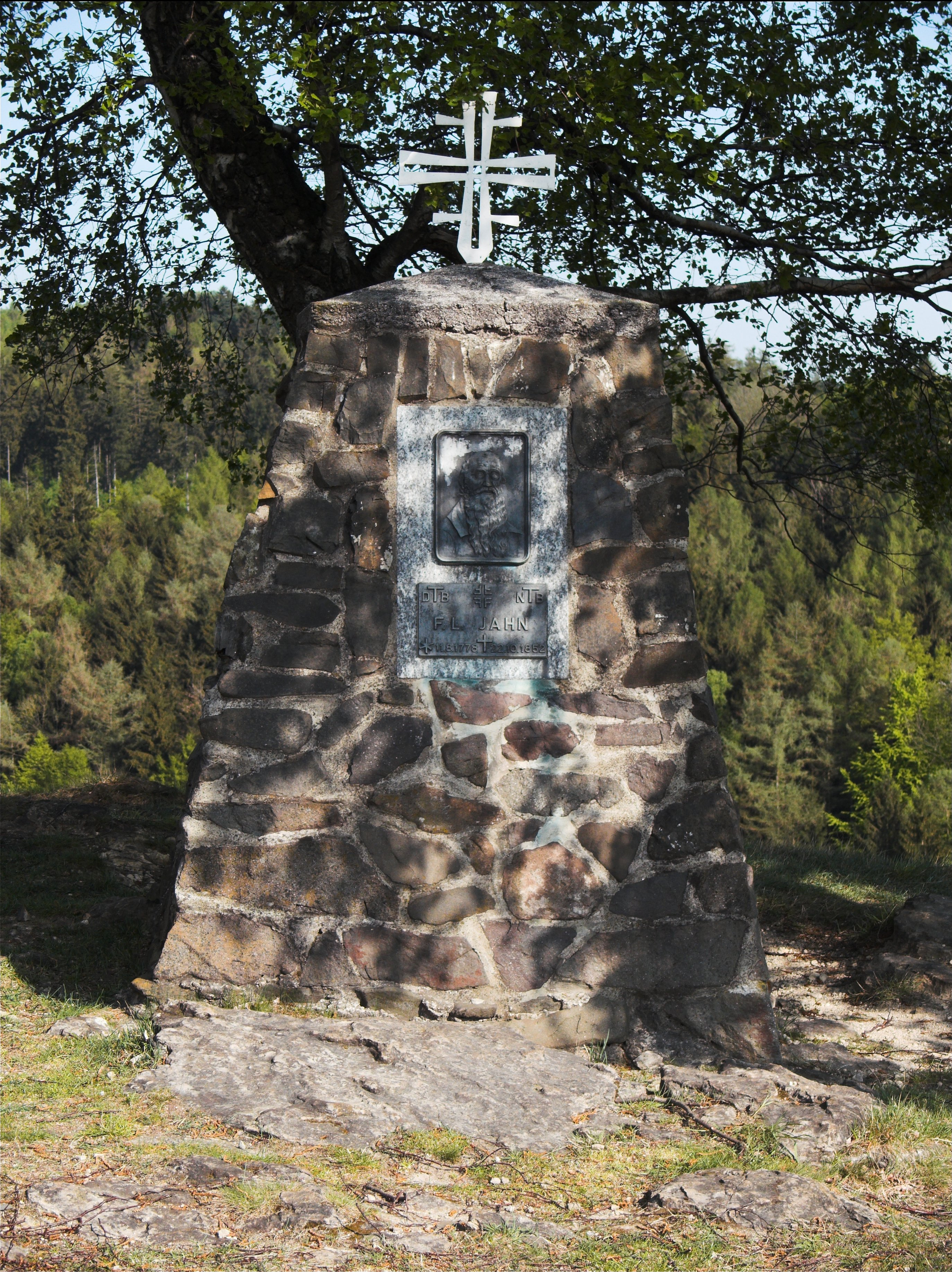
Denkmal für Turnvater Jahn oberhalb der Jahn-Klippen bei Scharzfeld im Harz
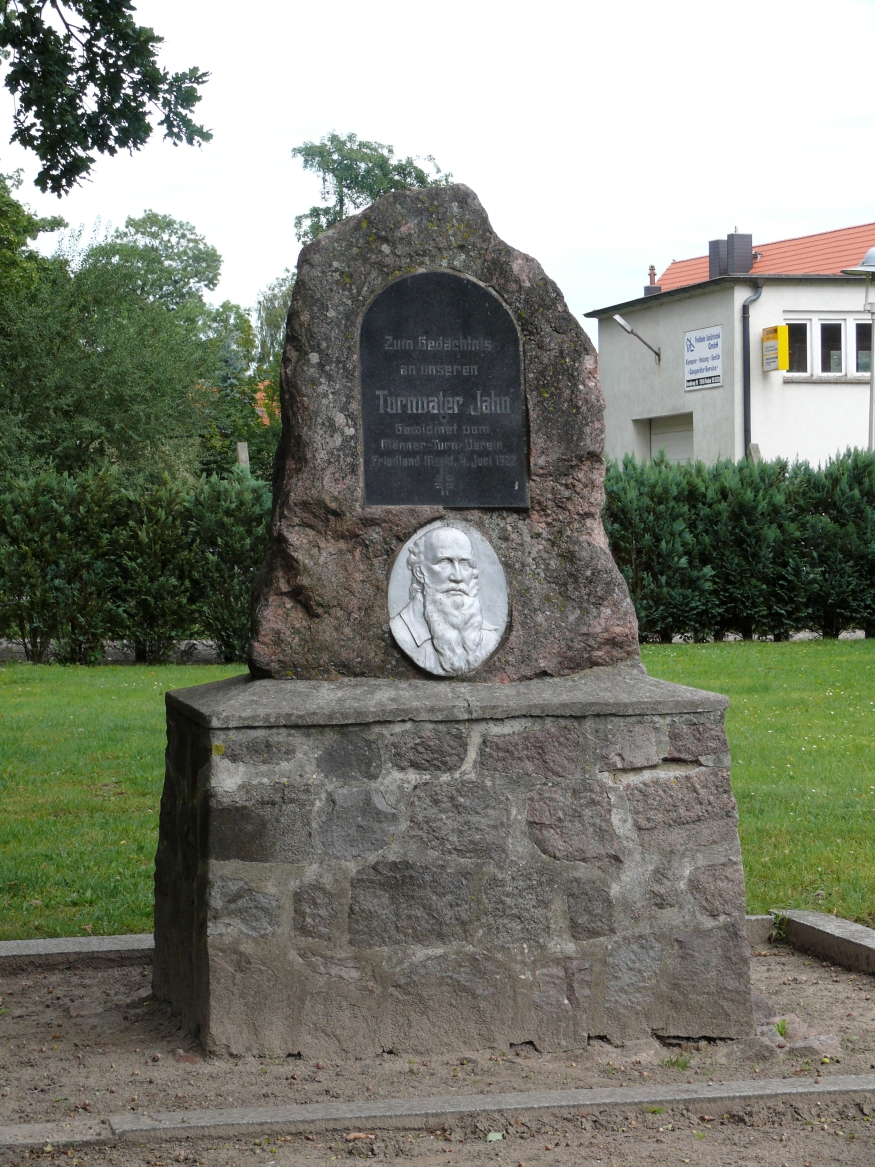
Friedrich-Ludwig-Jahn-Denkmal in Friedland, Mecklenburg
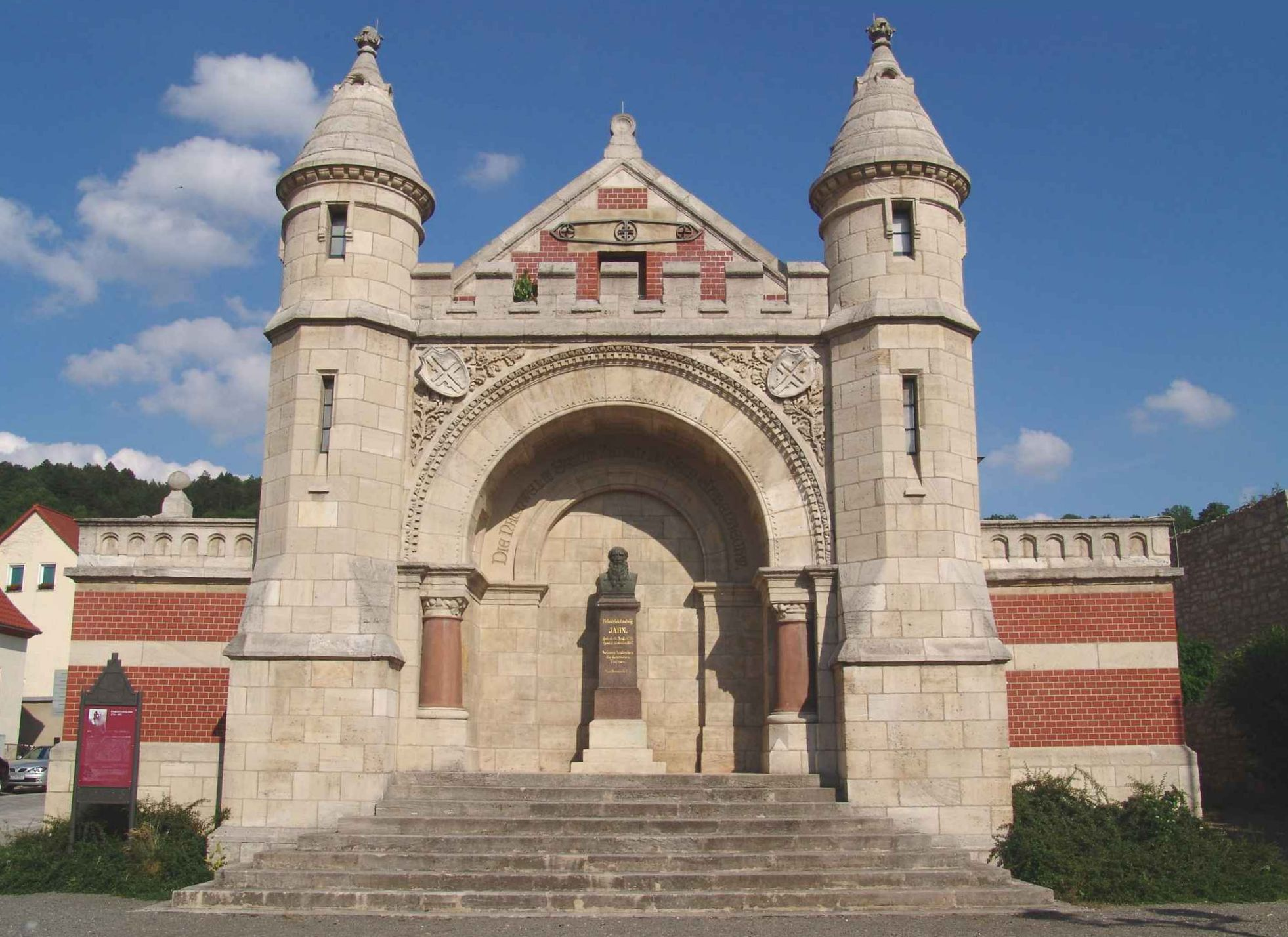
Friedrich-Ludwig-Jahn-Grabmal in Freyburg an der Unstrut
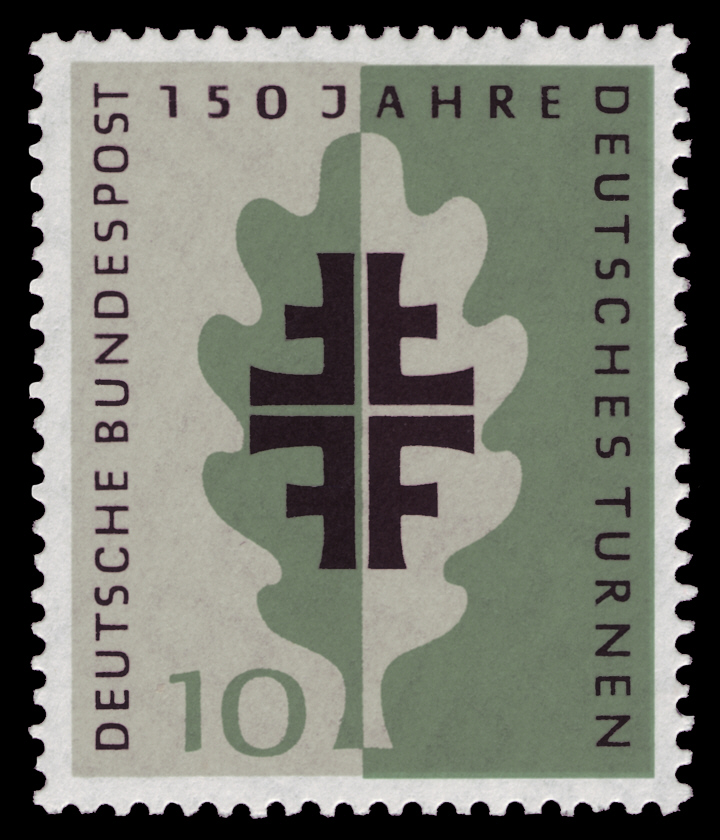
150 Jahre Deutsches Turnen, Briefmarke der Deutschen Bundespost, 1958
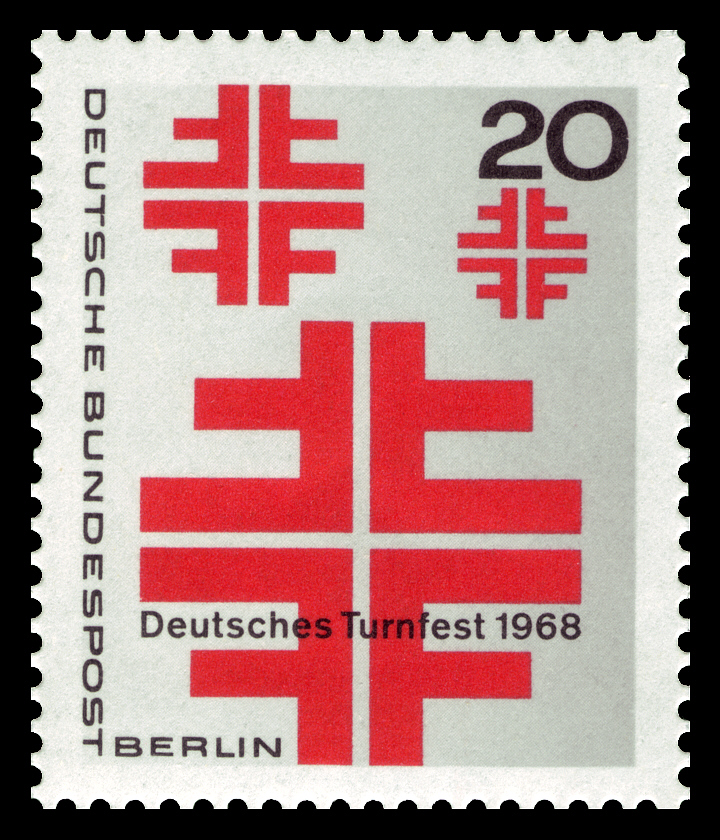
Briefmarke der Deutschen Bundespost Berlin zum Deutschen Turnfest in Berlin, 1968
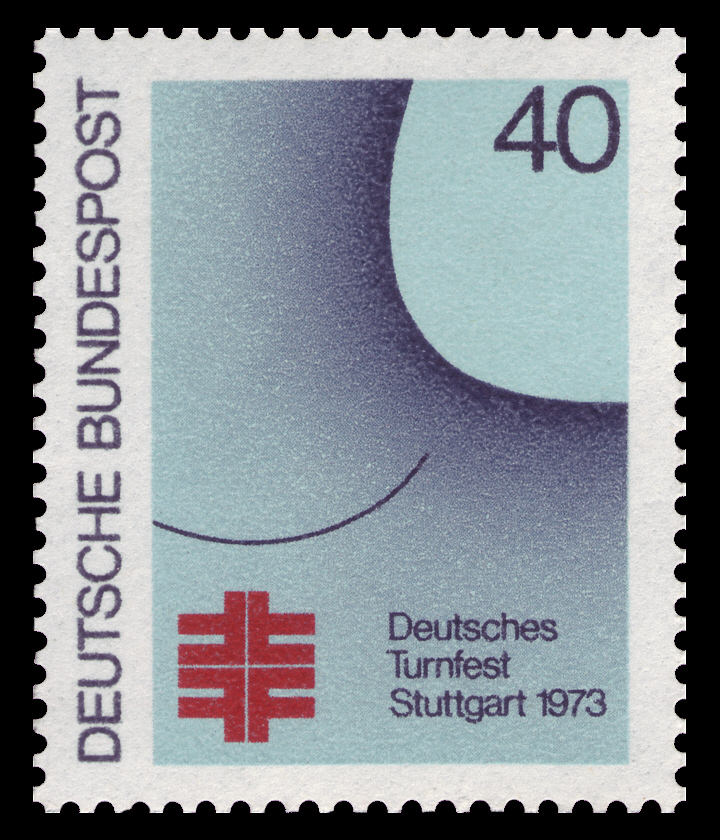
Briefmarke der Deutschen Bundespost zum Deutschen Turnfest in Stuttgart, 1973
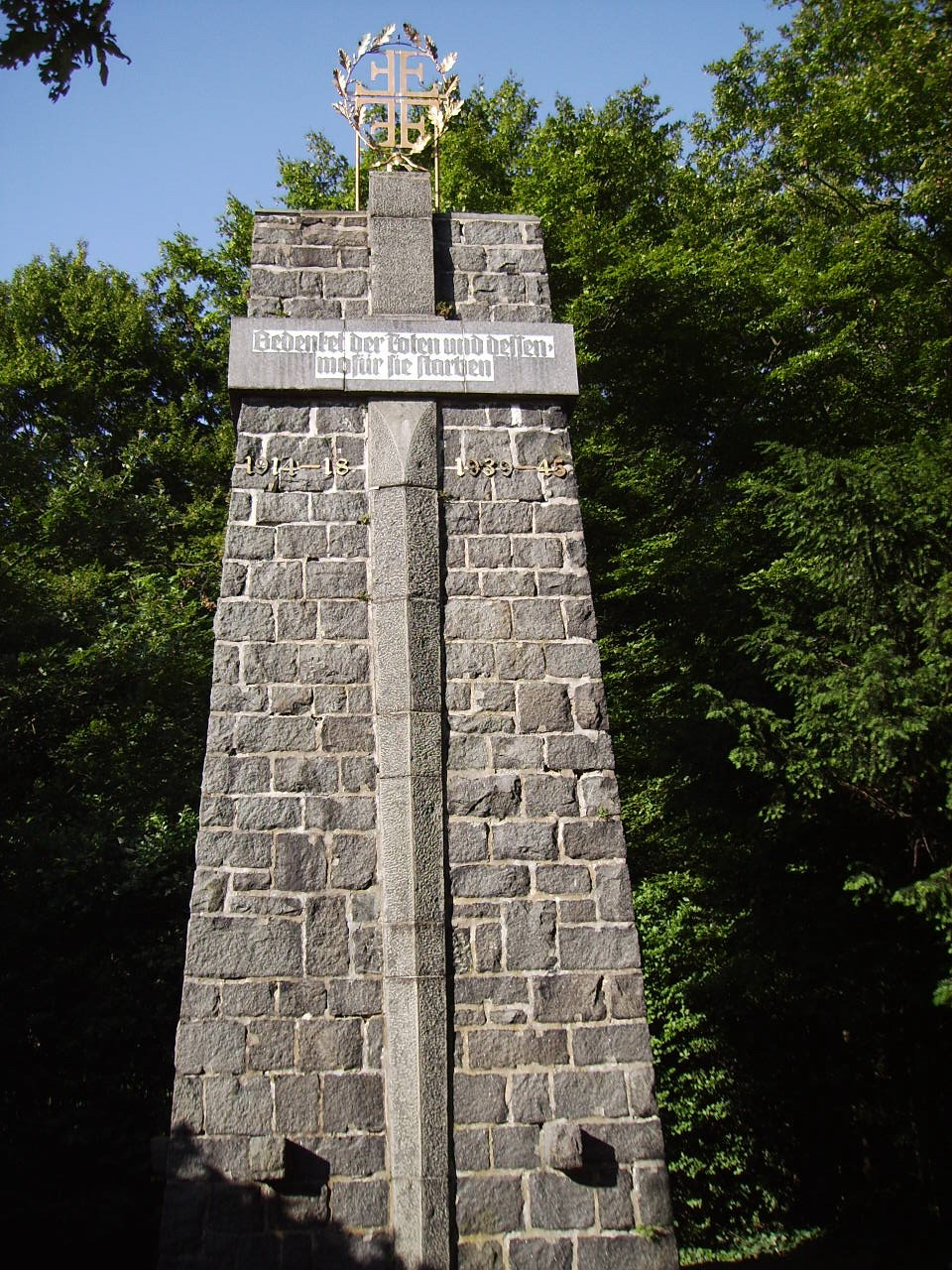
Kriegerdenkmal am Ort des Frankenstein-Bergturnfestes mit Turnerkreuz
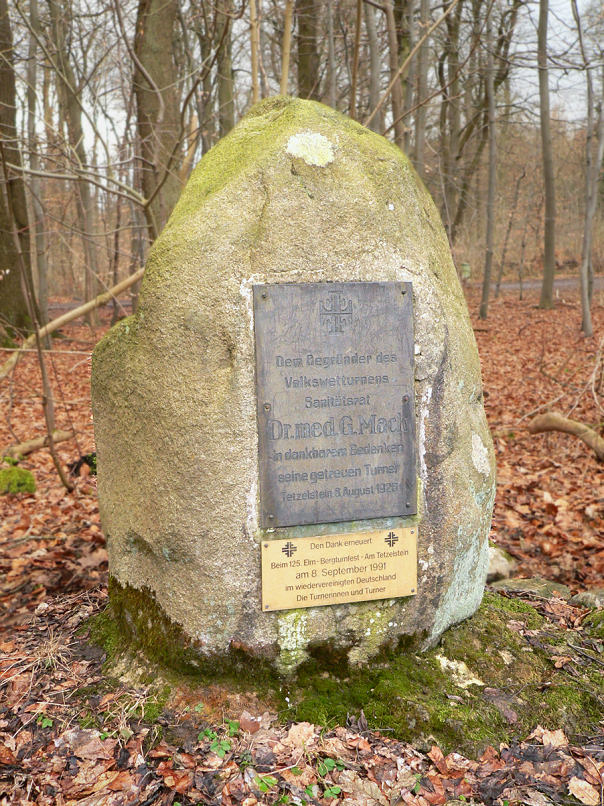
Gedenkstein von 1926 für den Begründer des Elm-Bergturnfestes Dr. med. Gustav Mack an der Tetzelstein-Lichtung
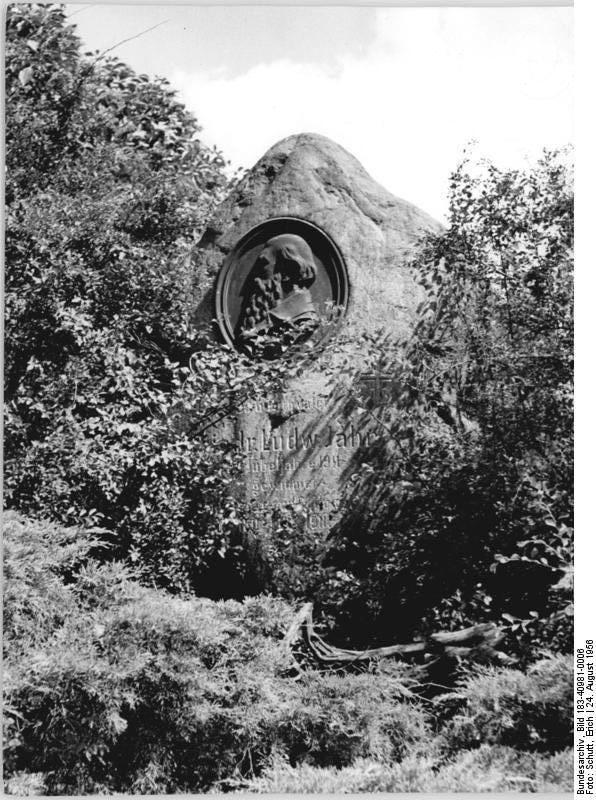
Friedrich-Ludwig-Jahn-Denkmal in Cottbus
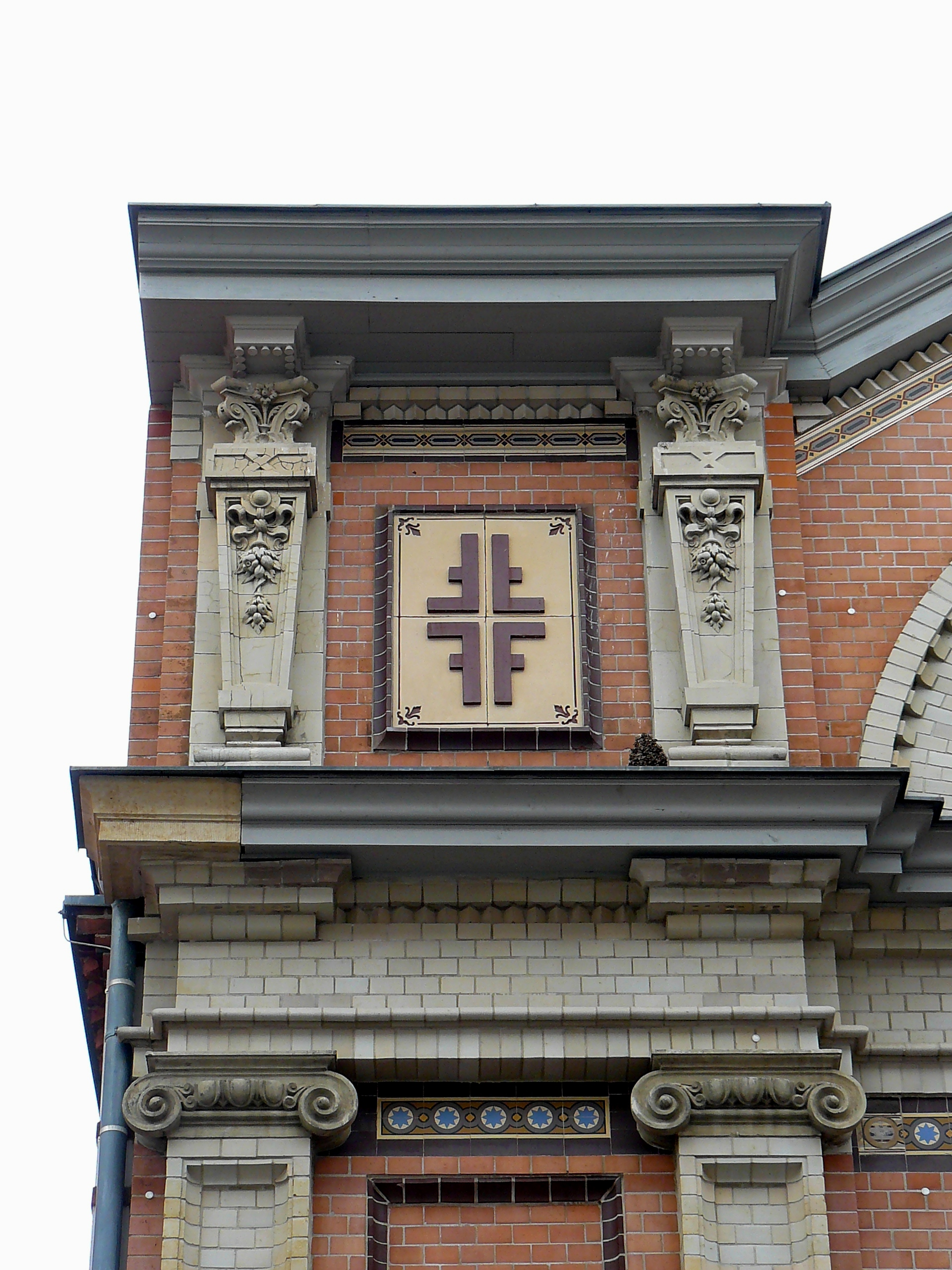
Turnerkreuz an einer Turnhalle in Leipzig
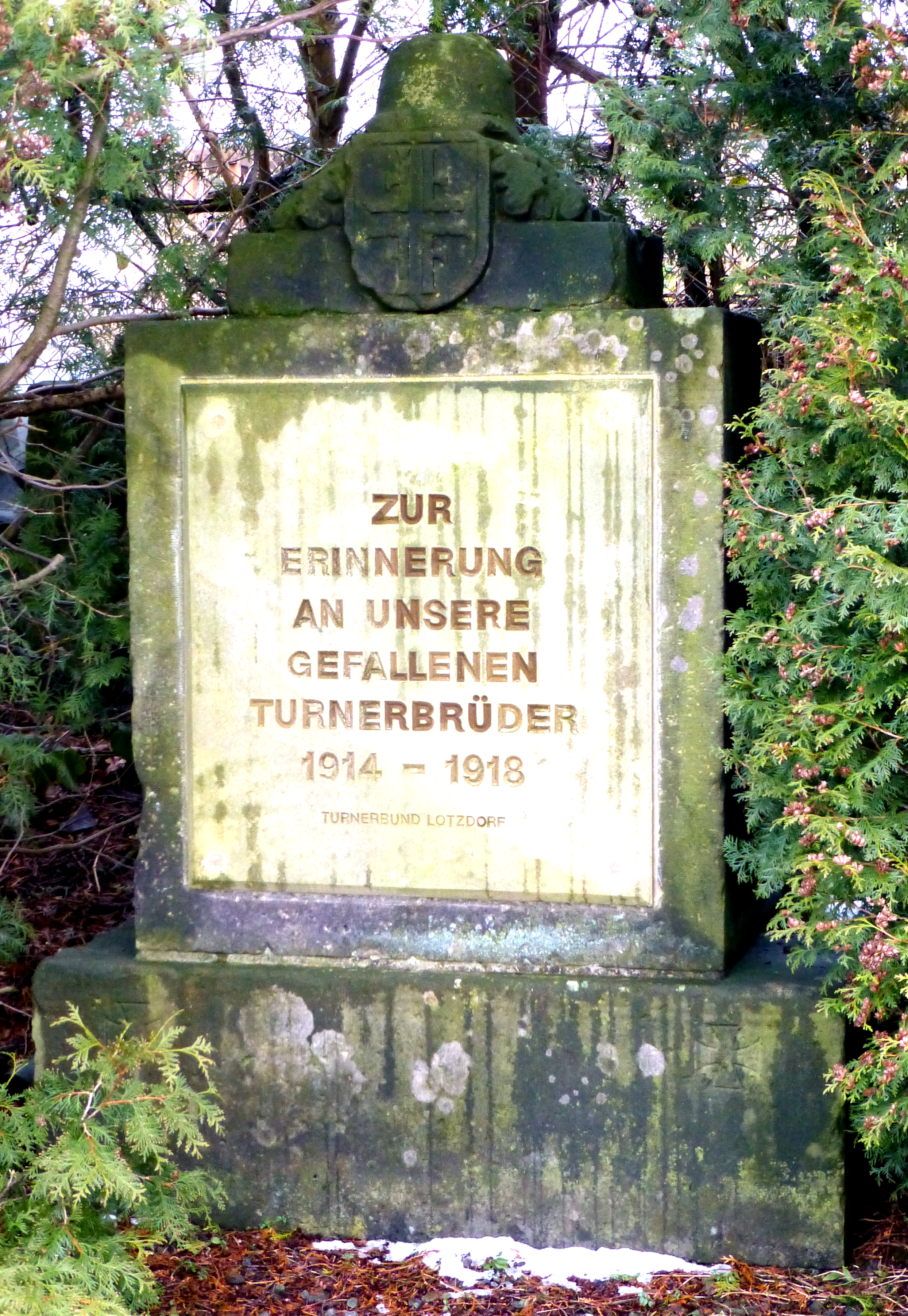
Turnerbund Lotzdorf, Denkmal für die Opfer des 1. Weltkrieges, mit Turnerkreuz, Stahlhelm und Eichenlaub
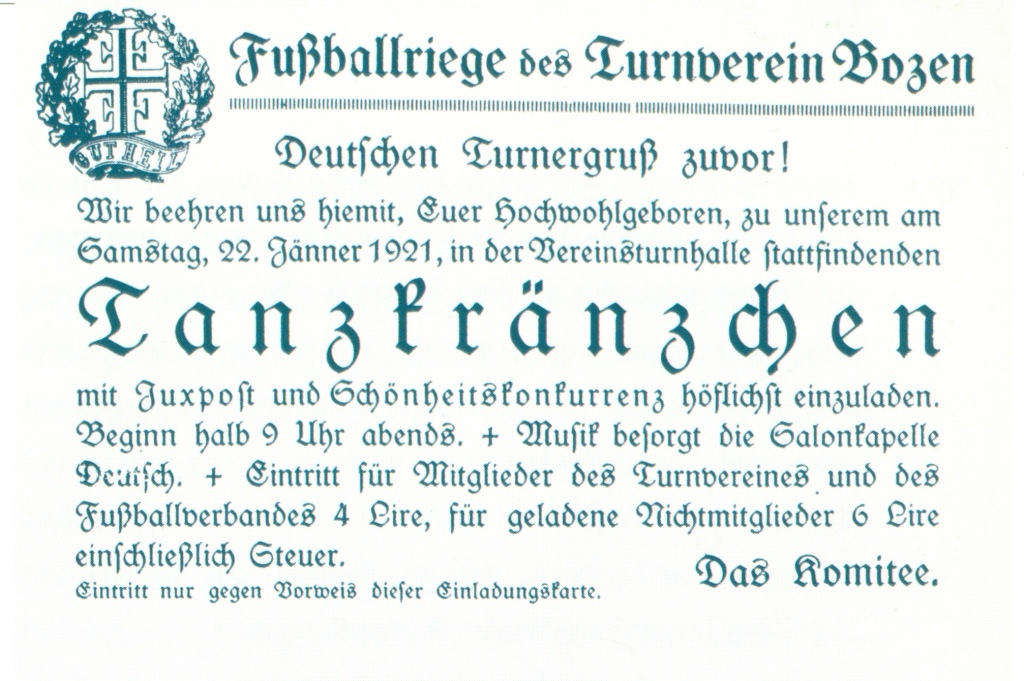
Einladung zum Tanzkränzchen des Turnvereins Bozen von 1921 mit dem Turnerkreuz
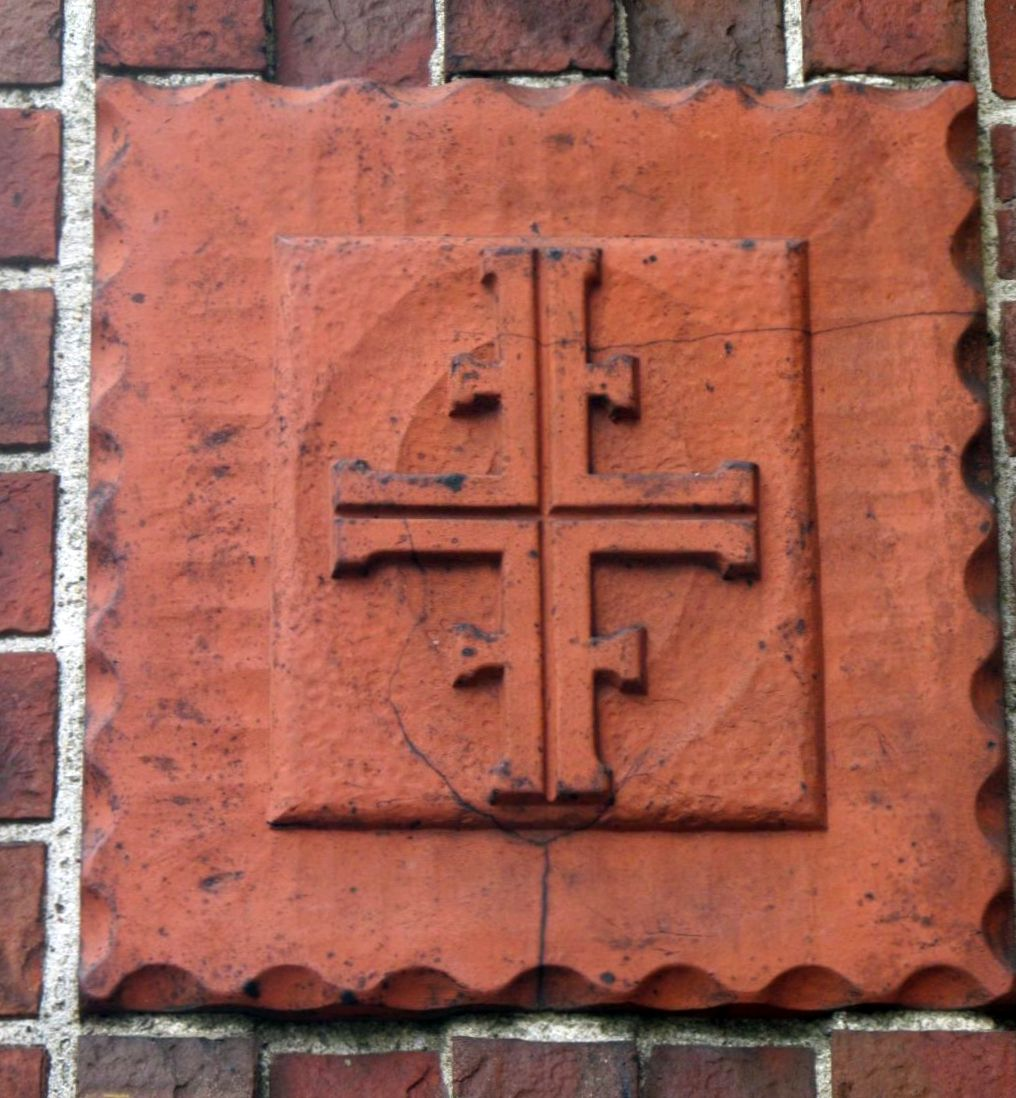
Turnerkreuz am Eingang der Ernst-Moritz-Arndt-Halle in Hamburg
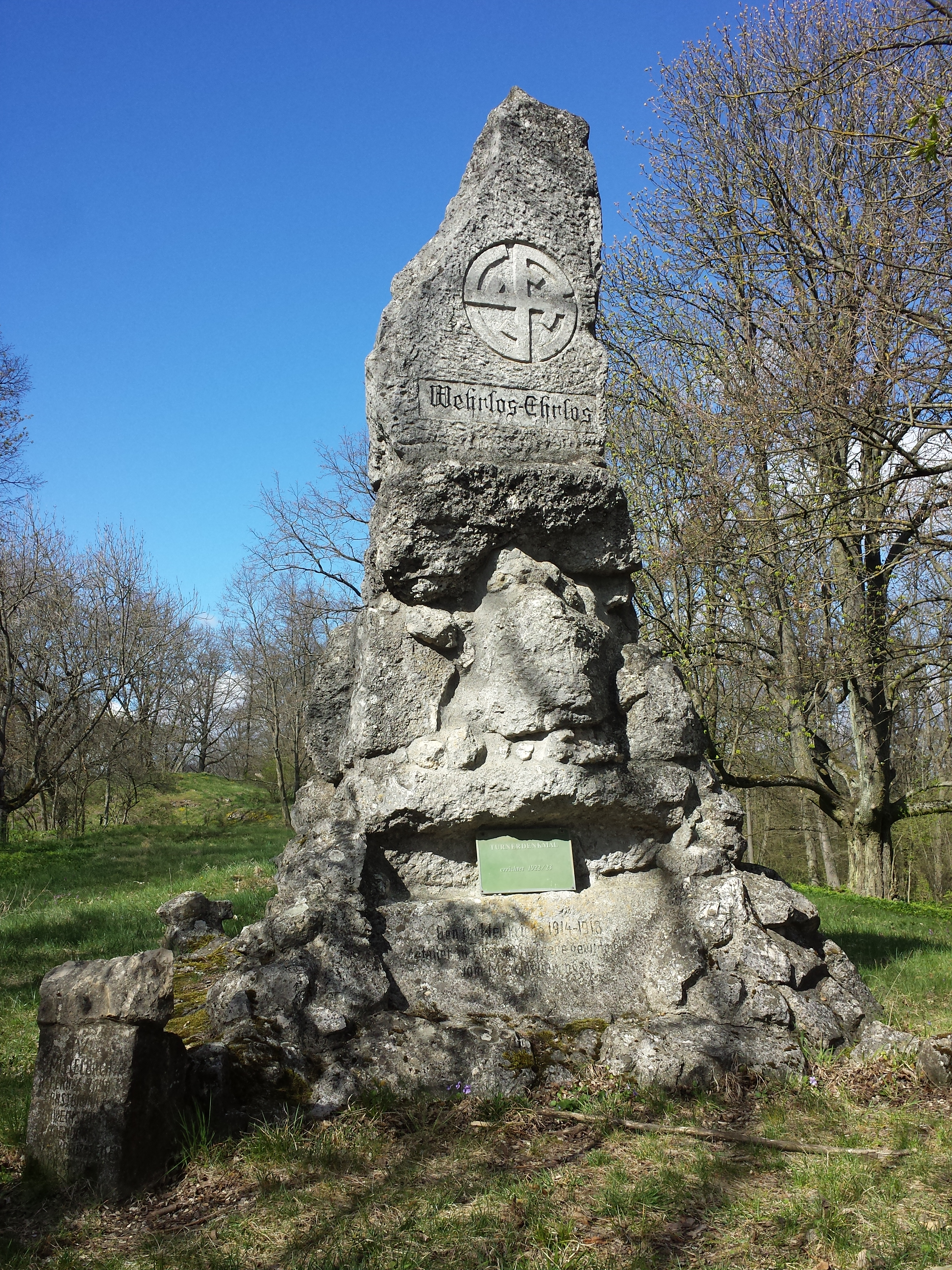
Turnerdenkmal am Semmelberg bei Ernstbrunn mit hakenkreuzförmigem Turnerkreuz